# Xanthorhoe collinaria
Xanthorhoe collinaria är en fjärilsart som beskrevs av Metzner 1846. Xanthorhoe collinaria ingår i släktet Xanthorhoe och familjen mätare. Inga underarter finns listade i Catalogue of Life.